# Edmond Jabès
Edmond Jabès (Il Cairo, 14 aprile 1912 – Parigi, 2 gennaio 1991) è stato un poeta francese.

## Biografia
Figlio di ebrei italiani fu cresciuto in Egitto, dove ricevette un'educazione francese di stampo coloniale. Cominciò ad essere pubblicato già in giovane età, peraltro fu fatto cavaliere della Legion d'onore nel 1952 per i suoi meriti letterari.
Quando l'Egitto decise di espellere dai suoi territori la popolazione di origine ebraica in seguito alla Crisi di Suez, Jabès fuggì a Parigi, che aveva già visitato per la prima volta negli anni trenta. Qui strinse amicizia con la cerchia dei surrealisti, senza tuttavia entrarne mai a far parte formalmente. Egli ottenne la cittadinanza francese nel 1967, lo stesso anno in cui ebbe l'onore di essere uno dei quattro scrittori francesi (insieme a Jean-Paul Sartre, Albert Camus e Claude Lévi-Strauss) a presentare le proprie opere all'Esposizione universale di Montréal. Seguirono ulteriori riconoscimenti - Il Premio della Critica nel 1972 e una commissione come ufficiale nella Legion d'Onore nel 1986. Nel 1987 ha ricevuto il Grand Prix national de la poésie. La cerimonia di cremazione di Jabès è avvenuta alcuni giorni dopo la sua morte - all'età di 78 anni - nel cimitero di Père-Lachaise.

## Opere
- 1930-34: plaquettes presso «Figuière» (Paris) e «La Semaine Egyptienne» (Cairo)
- 1936: L'obscurité potable
- 1943: Chansons pour le repas de l'ogre, n.ed. 1954, tr. di Attilio Lolini e Antonio Prete, Canzoni per il pasto dell'orco (con testo francese a fronte), Siena: Barbablù, 1985 (supplemento a «Salvo imprevisti», nn. 33/34); n.ed. San Cesario di Lecce: Manni, 2004
- 1945: Préface aux Lettres de Max Jacob à Edmond Jabès
- 1947: Le fond de l'eau
- 1945-58: contributi alle riviste L'Eternel Revue, Poésie 46, Les Quatre-Vents, Mercure de France, Les Lettres nouvelles, Botteghe Oscure, N.R.F.
- 1947-52: «La part du Sable»
- 1948: Trois filles de mon quartier
- 1949: Le voix d'encre
- 1950: La clef de voûte
- 1951: Les mots tracent
- 1953: Paul Eluard
- 1954: direzione della collana «Le chemin des sources»
- 1955: L'écorce du monde
- 1959: Je bâtis ma demeure (poèmes 1943-57), n.ed. 1975 (tra cui Portes de secours, tr. di Chiara Agostini, Uscite di sicurezza, in Poesie per i giorni di pioggia e di sole e altri scritti, Lecce: Manni, 2002)
- 1963-73: Le Livre des Questions: I: Le Livre des Questions (1963), tr. di Chiara Rebellato, Il libro delle interrogazioni, Reggio Emilia: Elitropia 1982; II: Le Livre de Yukel (1964); III: Le Retour au Livre (1965); IV: Yaël (1967); V: Elya (1969); VI: Aely (1972); VII: • (El ou le dernier livre)[2] (1973); n.ed. (parziale) Genova: Marietti 1985-88 (I: 1985 tr. di Chiara Rebellato e Gianni Scalia; II-III: 1988, traduzione di Anna Rocchi Pullberg e Franca Santini); n.ed. 1995, con prefazione di Massimo Cacciari, postfazione di Gianni Scalia
- 1969: Contre-épreuve (estratto di Elya)
- 1975: Ça suit son cours
- 1975: Livre des Marges I: Ça suit son cours, tr. di Laura De Biagi, Il libro dei margini (Il corso della scrittura), Firenze: Sansoni 1986 (con introduzione di Anna Panicali)
- 1976: Trois aphorismes
- 1976: Des deux mains (poème)
- 1976-80: Le Live des Ressemblances: I: Le Livre des Ressemblances (1976); II: Le Soupçon / Le Désert (1978); III: L'Ineffaçable / L'Inaperçu (1980)
- 1978: L'eau
- 1980: Du Désert au Livre (conversazione con Marcel Cohen): tr. di Franca Santini e Gianni Scalia, Dal Deserto al Libro, Reggio Emilia: Elitropia 1983; nuova edizione, con una  Prefazione inedita di Antonio Prete, Dal deserto al libro, Edizioni degli animali, Milano 2021
- 1982-87: Le Livre des Limites: I: Le Petit livre de la subversion hors de soupçon (1982), tr. di Antonio Prete, Il libro della sovversione non sospetta, Milano: Feltrinelli, 1984; II: Le Livre du dialogue (1984), tr. di Antonio Prete, Il libro del dialogo, Napoli: Pironti, 1987; III: Le Parcours (1985), tr. di Alberto Folin, Il percorso, Napoli: Pironti 1991 (anche tr. parziale di Antonio Prete, Ebraismo e scrittura, in «aut aut», 211-212, 1986); IV: Le Livre du partage (1987), tr. Il libro della condivisione, Milano: Cortina 1992
- 1982: La parola il silenzio la scrittura, pagine da Le livre de Questions e Le livre de Ressemblances, tr. di Donatella Bisutti, «L'Almanacco dello Specchio», 10, Milano: Mondadori
- 1983: Récit, tr. di Anna Panicali, Racconto, Reggio Emilia: «In forma di parole», 1983
- 1983: Livre des marges II: Dans la double dépendance du dit, tr. di Anna Panicali, Il libro dei margini (Nella doppia servitù del detto), Firenze: Sansoni 1986
- 1984: Edmond Jabès artigiano della parola (conversazione con Lucette Finas), in Stefano Mecatti (ed.) Edmond Jabès. La voce della scrittura, Firenze: Sansoni
- 1985: Dal libro al libro, in Stefano Mecatti (ed.), Fonè. La voce e la traccia, Firenze: Usher
- 1986: La Mémoire et la main, tr. di Donatella Bisutti e Anna Panicali, La memoria e la mano, Milano: Mondadori 1992
- 1986: Aigle et chouette
- 1989: Un Etranger avec sous le bras un livre de petit format, tr. di Alberto Folin, Uno straniero con sotto il braccio un libro di piccolo formato, Milano: SE 1991 (con uno scritto di Pier Aldo Rovatti: L'io straniero e il silenzio della parola)
- 1990: La Mémoire des mots, tr. di Chiara Agostini, La memoria delle parole. Come leggo Paul Celan, in Poesie per i giorni di pioggia e di sole e altri scritti, Lecce: Manni, 2002)
- 1990: Pages nouvelles, tr. di Attilio Lolini, Siena: Taccuini di Barbablù (supplemento a «Il gallo silvestre» n. 2, con una nota di Ginevra Bompiani), poi con L'inferno di Dante (nell'ed. 2005)
- 1990: Le Seuil le Sable (poesie complete 1943-88)
- 1991: Le Livre de l'Hospitalité, tr. di Antonio Prete, Il libro dell'ospitalità, Milano: Cortina 1991
- 1991: Désir d'un commencement. Angoisse d'une seule fin, tr. di Elisa Bricco Desiderio di un inizio, angoscia di un'unica fine, Genova: San Marco dei Giustiniani, 2001 (con prefazione di Alberto Folin)
- 1991: L'Enfer de Dante, tr. di Gianni D'Elia, L'inferno di Dante, Siena: Taccuini di Barbablu, 1997 (con una nota di Antonio Prete); poi Brescia: L'obliquo, 2005
- 1992: Un regard
- 1993: Petites poésies pour jours de pluie et de soleil, tr. di Federico Nicolao, Piccole poesie per giorni di pioggia e di sole, Genova: San Marco dei Giustiniani, 2001 (con una nota di Ippolito Pizzetti); tr. di Chiara Agostini, Poesie per i giorni di pioggia e di sole, Lecce: Manni, 2002;
- 1993: Cela a eu lieu
- 1997: Bâtir au quotidien, esquisse: Le Livre des Marges III (con un'introduzione di Viviane Jabès-Crasson); tr. parziale di Chiara Agostini, Sulla poesia in Poesie per i giorni di pioggia e di sole e altri scritti, Lecce: Manni, 2002